# 十二夜 (1996年の映画)
『十二夜』（じゅうにや、Twelfth Night: Or What You Will）は、1996年のイギリスの映画。ウィリアム・シェイクスピアの同名戯曲の映画化作品である。

## キャスト
※括弧内は日本語吹替
- ヴァイオラ - イモジェン・スタッブス（沢海陽子）
- セバスチャン - スティーヴン・マッキントッシュ（坂東尚樹）
- オリヴィア - ヘレナ・ボナム＝カーター（児玉孝子）
- オーシーノ公爵 - トビー・スティーブンス（森田順平）
- フェステ - ベン・キングズレー（塚田正昭）
- マルヴォーリオ - ナイジェル・ホーソーン（岩田安生）
- サー・アンドリュー・エギュチーク - リチャード・E・グラント（納谷六朗）
- サー・トビー・ベルチ - メル・スミス
- マライア - イメルダ・スタウントン
- アントニオ - ニコラス・ファレル
- フェビアン - ピーター・ガン